# دييغو خيرمان مارتينيز
دييغو خيرمان مارتينيز (بالإسبانية: Diego Germán Martínez)‏ (5 أغسطس 1981 بمونتفيدو في الأوروغواي - ) هو لاعب كرة قدم أوروغواني في مركز حراسة المرمى. لعب مع كوكوتا ديبورتيفو ‏.

## وصلات خارجية
- دييغو خيرمان مارتينيز على موقع قاعدة بيانات كرة القدم.إي يو (الإنجليزية)